# Midden-Amerikaanse langsprietmier
De Midden-Amerikaanse langsprietmier (Nylanderia guatemalensis) is een mierensoort uit de onderfamilie van de schubmieren (Formicinae). De wetenschappelijke naam van de soort is voor het eerst geldig gepubliceerd in 1885 door Forel.